# 사우게이루 AC
사우게이루 아틀레치쿠 클루비는 브라질의 축구단으로 페르남부쿠주의 사우게이루를 연고로 한다.